# Смоленски рат
Смоленски рат вођен је од 1632. до 1634. године између Руског царства са једне и Пољско-литванске уније са друге стране. Завршен је победом Пољака.

## Рат
Русија се није помирила са одредбама мировног споразума из 1618. године. Рачунајући на слабост Пољске увучене у Тридесетогодишњи рат (1618—1648), крајем септембра 1632. године, руска војска под командом Михаила Шејина (38.588 војника и 158 топора) је кренула на запад. Пошто је ослободила већи број места, почетком 1633. године започела је опсаду Смоленска. Крајем августа исте године у помоћ опседнутом граду долази пољски краљ Владислав IV са око 23.000 људи. Татари у служби Пољака пустошили су по Украјини. Због тога су Украјинци, који су били у саставу руских снага, самовољно напустили опсаду и отишли да бране своје домове. Владислав је пришао Смоленску са севера, десном обалом Дњепра и тако омогућио испад пољске посаде из града. Пољаци су затим неометано обишли Шејинове снаге и одсекли их од Москве. Шејин је 9. октобра покушао да се пробије ка Москви, али и поред губитака од 2000 људи није успео у својој намери. Најзад, због глади и хладноће, руске снаге капитулирају 19. фебруара 1634. године под условом слободног пролаза. Шејин се са остацима снага (око 8000 људи и 12 топова), повукао према Москви где је оптужен за издају и погубљен. На предлог Владислава IV закључен је мир у селу Семљово на реци Пољановки. По њој је и добио назив „Пољановски мир“. Њиме су, углавном, потврђени услови мировног споразума из 1618. године.